# Jackie Shroff
Jackie Shroff, pseudonimo di Jaykisan Kakubhai Sroph (in gujarati જયકિશન કાકુભાઈ શ્રોફ, Jaykiśan Kākubhāī Śroph; Mumbai, 1º febbraio 1957), è un attore indiano.
Si tratta di uno dei più famosi attori di Bollywood, di ascendenza uigura.

## Biografia
Suo padre, Kakubhai Haribhai Shroff, era di etnia gujarati mentre sua madre, Rita Hurinnisa, era di etnia uigura proveniente dal Kazakistan; la famiglia abitava nella zona Teen Batti di Malabar Hill, a Mumbai. Prima di entrare nell'industria cinematografica, Shroff lavorava in una ditta locale, e ha posato come modello in alcune pubblicità. Fu uno dei suoi compagni di scuola a soprannominarlo "Jackie", nome che il regista e produttore Subhash Ghai ha poi dato ufficialmente a Shroff come nome d'arte quando lo ha fatto recitare nel film Hero. Shroff è stato giudice dello show di magia India's Magic Star, andato in onda sul canale Star One dal 3 luglio al 5 settembre 2010.

## Carriera
Ha esordito nel 1982 con il film Swami Dada, diretto da Dev Anand. Nel 1983, Subhash Ghai lo ha voluto nel ruolo principale per il film Hero, insieme a Meenakshi Seshadri. Dopo Hero, ha cominciato a interpretare svariati film, tra le altre cose continuando a collaborare con Subhash Ghai, indipendentemente da qualsiasi ruolo che gli venisse offerto. Nel 1986 ha interpretato il film Karma, di grandissimo successo. Ha vinto tre Filmfare Awards: il primo nel 1990 come Miglior Attore Protagonista per l'interpretazione in Parinda; gli altri due come Miglior Attore non Protagonista nel 1995 con 1942: A Love Story, e l'anno successivo con Rangeela.

## Vita privata
È sposato con Ajesha Dutt con la quale ha avuto due figli: l'attore Tiger Shroff, nato nel 1990, e Krishna, nata nel 1993.
Ha ricevuto un dottorato in arte per il suo contributo in campo cinematografico dalla Invertis University.
Ha una fattoria biologica, dove coltiva piante biologiche, alberi ed erbe. Ha partecipato all'apertura dell'ambiente Jaldhaara Foundation.

## Filmografia parziale
- Swami Dada, regia di Dev Anand (1982)
- Hero, regia di Subhash Ghai (1983)
- Yudh, regia di Rajiv Rai (1985)
- Teri Meherbaniyan, regia di Vijay Reddy (1985)
- Shiva Ka Insaaf, regia di Raj N. Sippy (1985)
- Karma, regia di Subhash Ghai (1986)
- Palay Khan, regia di Ashim S. Samanta (1986)
- Kaash, regia di Mahesh Bhatt (1987)
- Uttar Dakshin, regia di Prabhat Khanna (1987)
- Ram Lakhan, regia di Subhash Ghai (1989)
- Tridev, regia di Rajiv Rai (1989)
- Parinda, regia di Vidhu Vinod Chopra (1989)
- Doodh Ka Karz, regia di Ashok Gaekwad (1990)
- 100 Days, regia di Partho Ghosh (1991)
- Saudagar, regia di Subhash Ghai (1991)
- Akayla, regia di Ramesh Sippy (1991)
- Dil Hi To Hai, regia di Asrani (1992)
- Police Officer, regia di Ashok Gaekwad (1992)
- King Uncle, regia di Rakesh Roshan (1993)
- Khalnayak, regia di Subhash Ghai (1993)
- Aaina, regia di Deepak Sareen (1993)
- Gardish, regia di Priyadarshan (1993)
- Chauraha, regia di Sadaqat Hussein (1994)
- 1942: A Love Story, regia di Vidhu Vinod Chopra (1994)
- Stuntman, regia di Deepak Balraj Vij (1994)
- Rangeela, regia di Ram Gopal Varma (1995)
- Ram Shastra, regia di Sanjay Gupta (1995)
- Border, regia di J. P. Dutta (1997)
- Aar Ya Paar, regia di Ketan Mehta (1997)
- Bandhan, regia di K. Muralimohana Rao e Rajesh Malik (1998)
- Mission Kashmir, regia di Vidhu Vinod Chopra (2000)
- Farz, regia di Raj Kanwar (2001)
- Yaadein, regia di Subhash Ghai (2001)
- Pitaah, regia di Mahesh Manjrekar (2002)
- Devdas, regia di Sanjay Leela Bhansali (2002)
- Baaz: A Bird in Danger, regia di Tinnu Verma (2003)
- Ek Aur Ek Gyarah, regia di David Dhawan (2003)
- 3 Deewarein, regia di Nagesh Kukunoor (2003)
- Boom, regia di Kaizad Gustad (2003)
- Aan: Men at Work, regia di Madhur Bhandarkar (2004)
- Hulchul, regia di Priyadarshan (2004)
- Apna Sapna Money Money, regia di Sangeeth Sivan (2006)
- Eklavya: The Royal Guard, regia di Vidhu Vinod Chopra (2007)
- Raaz: The Mystery Continues, regia di Mohit Suri (2009)
- Veer, regia di Anil Sharma (2010)
- Panjaa, regia di Vishnuvardhan (2011)
- Married 2 America, regia di Dilip Shankar (2012)
- Anna Bond, regia di Duniya Soori (2012)
- Shootout at Wadala, regia di Sanjay Gupta (2013)
- Dhoom 3, regia di Vijay Krishna Acharya (2013)
- Kochadaiyaan, regia di Soundarya Rajinikanth Vishagan (2014)
- Happy New Year, regia di Farah Khan (2014)
- Brothers, regia di Karan Malhotra (2015)
- Housefull 3, regia di Sajid e Farhad Samji (2016)
- Sarkar 3, regia di Ram Gopal Varma (2017)
- Maayavan, regia di C.V. Kumar (2017)
- Paltan, regia di J. P. Dutta (2018)
- Jailer, regia di Nelson (2023)